# Zhugkyung (sockenhuvudort i Kina, Qinghai Sheng, lat 37,60, long 99,41)
Zhugkyung (kinesiska: 舟群, 舟群乡) är en sockenhuvudort i Kina. Den ligger i provinsen Qinghai, i den nordvästra delen av landet, omkring 230 kilometer nordväst om provinshuvudstaden Xining. Antalet invånare är 1 044. Befolkningen består av 521 kvinnor och 523 män. Barn under 15 år utgör 25,0 %, vuxna 15-64 år 71 %, och äldre över 65 år 3,0 %.
Trakten runt Zhugkyung är nära nog obefolkad, med mindre än två invånare per kvadratkilometer. Trakten runt Zhugkyung består i huvudsak av gräsmarker.
Genomsnittlig årsnederbörd är 433 millimeter. Den regnigaste månaden är augusti, med i genomsnitt 105 mm nederbörd, och den torraste är december, med 1 mm nederbörd.